# 臺灣青年

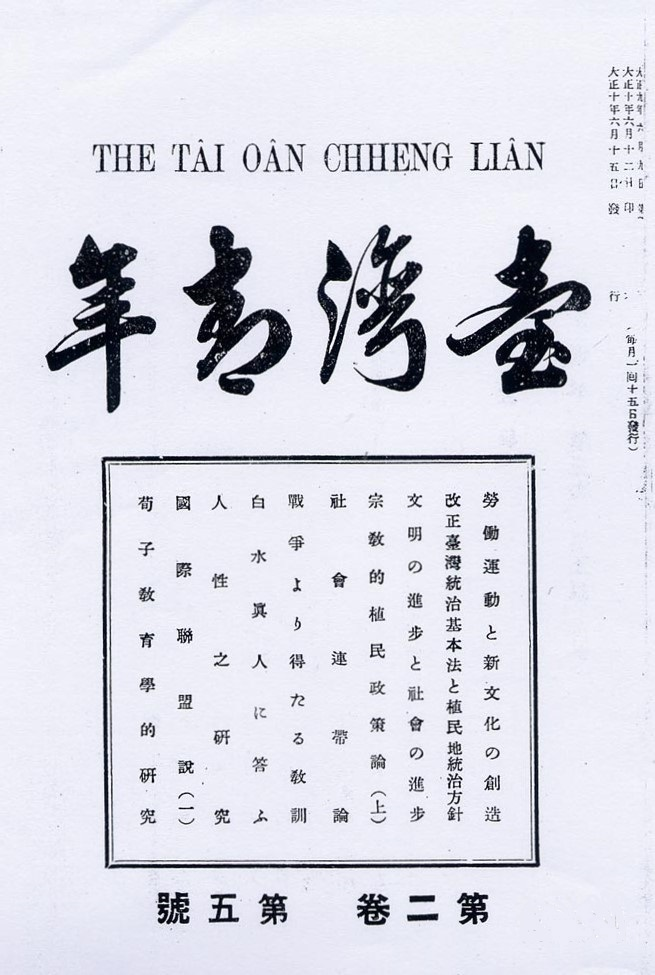

《臺灣青年》是臺灣日治時期在日本留學的臺灣人所組成之團體新民會的機關刊物，出刊形式為月刊，由蔡培火擔任編輯與發言人，而實際負責編輯者有林呈祿與彭華英等人。
《臺灣青年》的發刊構想，是當時留日的彭華英與 林仲澍於1920年1月11日，在蔡惠如寓所舉辦的新民會創立大會上所提出，並獲得成員一致通過，在蔡惠如、林獻堂等人募捐而解決資金問題後，於1920年7月16日在東京正式發行。而從第1卷第1期發行到1922年2月15日發行第4卷第2期為止，共發行了18期，但由於第2卷第3號曾發行兩種版本，故也有算為19期。而後在1922年4月1日，《臺灣青年》更名為《臺灣》，繼續在東京發行了19期。
《臺灣青年》在當時除了在日留學生之外，在臺灣的學生之中也有不少讀者，而與日本當局關係良好的仕紳辜顯榮與林熊徵等人也曾出錢贊助《臺灣青年》。而《臺灣青年》所刊載的文章，對日後臺灣的新文化運動有相當的影響，而新文化運動的整體訴求，也可見於創刊號〈卷頭辭〉所提出的「民族自決的尊重、男女同權的實現、勞資協調的運動」三大目標之中。

## 內容
《臺灣青年》刊載的文章，初期主要是強調青年人要奮起，努力發展文化，後來開始介紹地方自治與世界殖民地情勢，此外也有刊登林獻堂等人一系列關於臺灣議會設置的文章。
然而由於有部份文章被臺灣總督府認為不恰當，第1卷第4期遭到禁售，而後遭到相同待遇的還有第2卷第3期、第3卷第6期、第4卷第2期。那些被臺灣總督府認為不恰當的文章除了有一些是談論臺灣議會設置外，還有一些是批評臺灣總督府的施政，例如吳三連〈對酒專賣之私見〉、張聘三〈言論自由三批判〉、鄭松筠〈希望改善留學生待遇〉等文章。
而《臺灣青年》的主要撰稿人與參與者上述提到者外，尚有羅萬俥、黃朝琴、王敏川、黃呈聰、陳炘等人，此外還有日本學者佐野學、安部磯雄等人。